# Marius Weyers

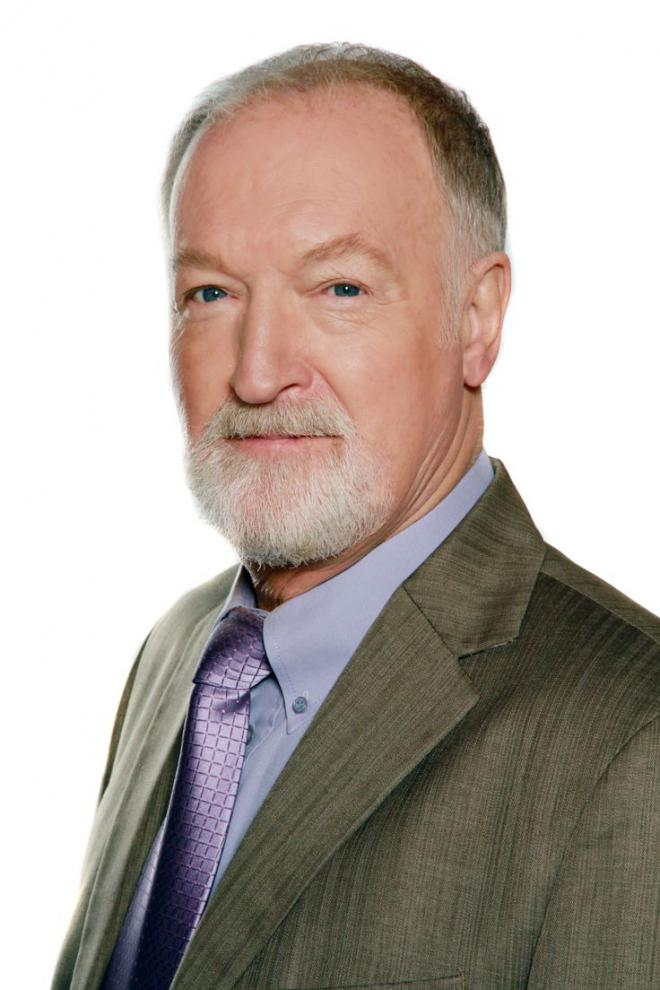
Marius Weyers, 2020

Marius Weyers (* 3. Februar 1945 in Johannesburg) ist ein südafrikanischer Schauspieler. Seine bekannteste Rolle ist die des „Andrew Steyn“ in Die Götter müssen verrückt sein (1980).

## Leben und Karriere
Marius Weyers ist der wohl bekannteste Schauspieler Südafrikas. Er hat in über 100 Theaterproduktionen mitgewirkt, elf Beste Schauspieler-Auszeichnungen erhalten, inklusive der für sein Soloprogramm REPORT TO an ACADEMY (Kafka), das internationale Kritikerpreise gewonnen hat und erfolgreich in Edinburgh, Israel und Los Angeles gezeigt wurde. Ebenfalls ist er Träger der Ehrenmedaille der südafrikanischen Akademie der Kunst und Wissenschaft für seine Verdienste am Theater.
In seiner 25-jährigen Schauspielerkarriere hat Weyers in etlichen Fernsehproduktionen und über 35 Kinofilmen mitgewirkt. Zu den bekanntesten zählt der Blockbuster Die Götter müssen verrückt sein, für den er den Best Comedy Actor-Award des Charles Chaplin Film-Festivals in der Schweiz erhielt.
Weitere internationale Produktionen, an denen Weyers mitgewirkt hat sind: Richard Attenboroughs Gandhi, Farewell to the King mit Nick Nolte, Bhopa! mit Danny Glover (Regie: Morgan Freeman) und Red Dust mit Hilary Swank. Sein internationales Filmdebüt gab er 1977 in Auf der Fährte des Tigers mit Anthony Quinn.
Einen Gastauftritt hatte Weyers in dem Serien-Erfolg Golden Girls, in dessen 7. Staffel (Folge 175) er als Blanches Liebhaber und Dieb Derek zu sehen ist.

## Filmografie
- 1974: Ongewenste vreemdeling
- 1974: Ein toter Taucher nimmt kein Gold
- 1974: … und die Nacht kennt kein Erbarmen (Vreemde wereld)
- 1976: Listen to my Story
- 1977: Auf der Fährte des Tigers (Target of an Assassin)
- 1977: The Guest: An Episode in the Life of Eugene Marais
- 1980: Die Götter müssen verrückt sein (The Gods must be crazy)
- 1982: Gandhi
- 1984: Torn Allegiance
- 1984: Auf der Spur des Leoparden (Le Léopard)
- 1986: Oupa for Sale
- 1987: Saturday Night at the Palace
- 1989: Jewel of the Gods
- 1989: Deep Star Six
- 1989: Farewell to the King
- 1989: Happy together
- 1990: Windprints
- 1991: Good & Evil
- 1992: The Golden Girls – A Midwinter Night’s Dream continues
- 1992: The Power of One
- 1992: Nurses: The Ex-Factor
- 1993: Death in the family
- 1993: Nurses: The Devil and the deep blue Sea
- 1993: Designing woman: Nude Julia, New York Morning
- 1993: Friends
- 1993: Bopha!
- 1996: Die weiße Löwin (The White Lioness)
- 1998: Paljas
- 2000: Pure Blood
- 2001: Final Solution
- 2001: Check-In to Disaster
- 2003: Song vir Katryn
- 2003: Consequence
- 2003: Stander
- 2004: Charly
- 2004: Critical Assignment
- 2004: Red Dust
- 2004: Skilpoppe
- 2005: Bermuda Dreieck – Tor zu einer anderen Zeit (The Triangle, Miniserie)
- 2005: Amalia
- 2006: Catch a fire
- 2006: Blood Diamond
- 2008: Fleisch